# Alfa-chetoacido deidrogenasi a catena ramificata
Il complesso dell'α-chetoacido deidrogenasi a catena ramificata (BCKDC) è un complesso multi-subunità di enzimi che si trova nella membrana mitocondriale interna. Questo complesso enzimatico catalizza la decarbossilazione ossidativa degli alfa-chetoacidi ramificati a catena corta. Il BCKDC è un membro della famiglia dell'alfa-chetoacido deidrogenasi mitocondriale, che comprende anche la piruvato deidrogenasi e l'alfa-chetoglutarato deidrogenasi, enzimi chiave nel ciclo di Krebs.